# مضاد الذهان
مضادات الذهان هي نوع من أنواع أدوية العلاج النفسي المهدئة للأعصاب والتي تُستخدم في الأساس للتحكم في مرض الذهان (ويشمل ذلك الأوهام أو الهلاوس، بالإضافة إلى اضطراب التفكير)، خاصةً عند المصابين بمرض الشيزوفرينيا (الفصام) واضطراب المزاج ثنائي القطب. وقد ابتُكر أول جيل من مضادات الذهان، والتي عرفت باسم مضادات الذهان التقليدية، في عقد الخمسينيات من القرن العشرين. أما عن غالبية مضادات الذهان من الجيل الثاني، المعروفة باسم مضادات الذهان غير التقليدية، فقد طُورت حديثًا، وذلك مع أن أول مضاد غير تقليدي للذهان الكلوزابين، قد اكتُشف في الخمسينيات وطرحه على المستوى الإكلينيكي في عقد السبعينيات من القرن العشرين. ويهدف كلا الجيلين من مضادات الذهان إلى تثبيط المستقبلات في مسارات الدوبامين في المخ، ولكن الأدوية المضادة للذهان تستهدف في العموم نطاقًا واسعًا من المستقبلات.
تمت ملاحظة عدد من الآثار الضارة غير المرغوب فيها (العكسية) لمضادات الذهان، منها انخفاض متوسط العمر المتوقع وزيادة الوزن وتضخم حجم الثدي وإفراز لبن من الثدي بشكل غير طبيعي عند كلٍ من الرجال والنساء (بسبب ارتفاع نسبة هرمون البرولاكتين) وانخفاض عدد كرات الدم البيضاء (وهو ما يُعرف باسم ندرة المحببات) وحركات الجسم المتكررة اللا إرادية (خلل الحركة المتأخر) ومرض السكري وفقدان القدرة على الجلوس في حالة ثبات أو دون حركة (التململ الحركي المتأخر)، والضعف الجنسي وعودة الإصابة بمرض الذهان مرة أخرى على نحو يتطلب زيادة الجرعة المعطاة من مضادات الذهان نظرًا لأن الخلايا تفرز مزيدًا من المواد الكيميائية العصبية في الجسم للتعويض عن ضرورة إعطاء الأدوية (الذهان المتأخر)، واحتمالية الاعتماد على المواد الكيميائية بصفة دائمة، مما يؤدي إلى تدهور حالة الذهان عما كانت عليه قبل بدء العلاج في حالة ما إذا قللت جرعة الدواء أو إيقافها (عسر الذهن المتأخر).
أثناء فترة تقليل جرعة مضادات الذهان، ربما تظهر أعراض انسحاب مؤقتة على المريض مثل الأرق والهياج والذهان واضطرابات حركية، ومن المحتمل أن تفسر تفسيرًا خاطئًا على أنها عودة للحالة المرضية الأًصلية.
ويعد ابتكار مضادات ذهان جديدة بآثار عكسية أقل وأفضل نسبيًا مقارنةً بمضادات الذهان الحالية من حيث التأثير (الفاعلية) واحدًا من المجالات البحثية التي يجري التطوير فيها على قدم وساق بشكل مستمر. وتجدر الإشارة هنا إلى أن تحديد الدواء الأكثر ملاءمةً لمريض بعينه لهو أمر يتطلب توخي الحذر الشديد.

## تاريخ مضادات الذهان

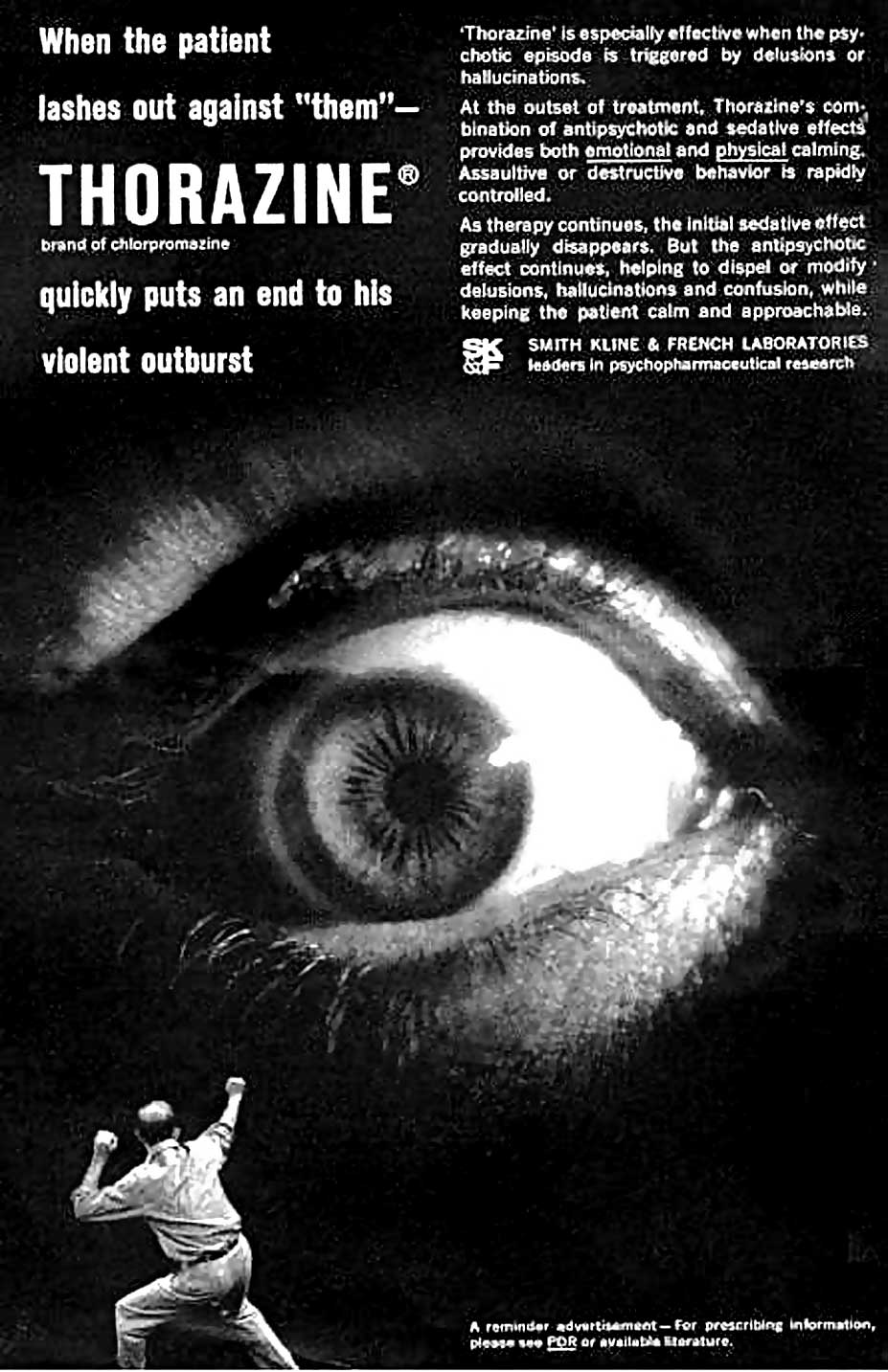
إعلان للثورازين في خمسينيات القرن الماضي.

لقد اعتمد اكتشاف باكورة الأدوية المضادة للذهان بدرجة كبيرة على المصادفة، بعدها خضعت لاختبارات للتحقق من مدى فاعليتها. وقد طُور أول دواء منها، وهو «الكلوربرومازين»، ليكون بمثابة مخدر جراحي. هذا، وقد تم استخدام هذا الدواء لأول مرة في علاج المرضى النفسيين نظرًا لتأثيره المهدئ القوي؛ وفي ذلك الوقت كان ينظر إليه على أنه «مادة كيميائية مستخدمة في جراحات فصوص المخ». في ذلك الوقت، كان يتم اللجوء إلى جراحات فصوص المخ لعلاج العديد من الاضطرابات السلوكية، ومن بينها الذهان، مع أن تأثيرها كان ممثلاً في إضعاف الوظائف السلوكية والعقلية من جميع الأنواع. وعلى الرغم من ذلك، فإن الكلوربرومازين قد أثبت تأثيره الفعال في تقليل آثار الذهان بأسلوب أكثر فاعليةً وتحديدًا من تأثيره المسكن الأشبه بتأثير جراحات فصوص المخ والذي طالما اشتهر به. ومنذ ذلك الحين، بدأت دراسة الكيمياء العصبية المتعلقة بمرض الذهان بشكل مفصل، بالإضافة إلى أنه قد تم اكتشاف مجموعة أدوية جديدة مضادة للذهان من خلال أسلوب يعتمد على تضمين هذا النوع من المعلومات.
عرفت مضادات الذهان منذ أمد طويل بأنها أدوية مهدئة للأعصاب (neuroleptic drugs)، وهو المصطلح الشائع المستخدم للإشارة إليها. وقد اشتق لفظ neuroleptic من الكلمة الإنجليزية (باليونانية: "νεῦρον")(neuron، التي تعني في الأصل «وتر عضلي»، غير أنها أصبحت تستخدم في وقتنا الحاضر للإشارة إلى الأعصاب) والكلمة اليونانية "λαμβάνω" (أو lambanō، التي تعني «الإمساك بـ»). ومن ثم، فإن الكلمة تعني «تمالك الفرد أعصابه». وربما يشير هذا إلى آثار جانبية شائعة مثل تهدئة النشاط والخمول وضعف القدرة على التحكم في الحركة. وعلى الرغم من أن مثل هذه الآثار تبدو غير مستحبة، بل وضارة في بعض الحالات، فإنه كان ينظر إليها في وقت ما على أنها علامة تؤكد بما لا يدع مجالاً للشك على فاعلية الدواء.
وهناك اتجاه في الوقت الحالي إلى البعد عن استخدام مصطلح «مهدئ عصبي» (neuroleptic) والاستعاضة عنه بمصطلح «مضاد الذهان» (antipsychotic)، الذي يشير إلى الآثار المرغوب فيها للدواء. كذلك، فإنه قد اعتيد الإشارة إلى مضادات الذهان التقليدية باسم المهدئات الكبرى،  وذلك نظرًا لأن الهدف من استخدامها هو تهدئة الأعصاب وتسكين الآلام. وشأنه شأن مصطلح «المهدئات العصبية» (neuroleptics)، فإن مصطلح «المهدئات الكبرى» (major tranquilizers) لم يعد دارج الاستخدام بصفة عامة في الوسط العلمي. ويشير مصطلح «مهدئات» الآن بشكل عام إلى الأدوية التي تهدف في الأساس إلى تسكين الآلام - وأهمها الباربيتورات والبنزوديازيبينات، والتي كان يشار إليها في السابق باسم «المهدئات الصغرى».
تنقسم مضادات الذهان إلى مجموعتين، مضادات الذهان التقليدية أو الجيل الأول من مضادات الذهان ومضادات الذهان غير التقليدية أو الجيل الثاني من مضادات الذهان. وتصنف مضادات الذهان التقليدية وفقًا لتركيبها الكيميائي، في حين تصنف مضادات الذهان غير التقليدية وفقًا لخصائصها الدوائية. هناك عدة أنواع من مضادات الذهان منها مضادات السيروتونين-الدوبامين (انظر مضاد الدوبامين ومضاد السيروتونين)، ومضادات الذهان متعددة المفعول التي تستهدف عدة مستقبلات (المعروفة بالاختصار MARTA)، والتي تستهدف نظمًا عدةً، إلى جانب منشطات الدوبامين الجزئية، التي عادةً ما يتم تصنيفها باعتبارها مضادات ذهان غير تقليدية.
وفيما يتعلق بهذا الموضوع، جاء في صحيفة الجارديان البريطانية ما يلي: «لقد إنصبّ وجه الاعتراض الأساسي على الطب النفسي على مر العصور حول اعتماده على استخدام الأدوية، خاصةً مضادات الذهان، في علاج المشكلات النفسية. فثمة سؤال يطرح نفسه هنا ألا وهو: هل الهدف من تلك الأدوية بالفعل هو علاج» حالة نفسية«ما؟ أم أنها وسيلة لضبط كيمياء الجسم - تهدف على نحو مفيد على المستوى الاجتماعي إلى انتشال شخص غريب الأطوار يعاني من البارانويا والأوهام والألم النفسي من هذه الحالة التي يتجرع مرارتها، بحيث يتحول إلى مجرد فرد يعيش في حالة شبيهة بفقدان الوعي في المجتمع؟»

## استخدامات مضادات الذهان
من أمثلة الحالات المرضية الشائعة التي يمكن أن تستخدم معها مضادات الذهان هي الشيزوفرينيا واضطراب المزاج ثنائي القطب والاضطراب التوهمي. علاوة على ذلك، فإن مضادات الذهان يمكن أيضًا استخدامها في علاج الذهان المرتبط بالإصابة بعدد كبير من الحالات المرضية الأخرى، مثل الاكتئاب الذهاني.
كذلك، فإن هناك اتجاهًا شائعًا نحو استخدام «مضادات الذهان» في علاج أنواع من الاضطرابات غير الذهانية. على سبيل المثال، تُستخدم مضادات الذهان في بعض الأحيان خارج نطاق النشرة الداخلية لعلاج أعراض متلازمة توريت أو اضطرابات طيف التوحد. ولمضادات الذهان عدة استخدامات خارج نطاق النشرة الداخلية كعامل مساعد (أي جنبًا إلى جنب مع نوع آخر من العلاج)، على سبيل المثال في حالات الاكتئاب المستعصي أو «المقاوم للعلاج» أو اضطراب الوسواس القهري المعروف بالاختصار OCD أيضًا. وبصرف النظر عن الاسم، من ضمن استخدامات مضادات الذهان خارج نطاق النشرة الداخلية استخدامها كأدوية مضادة للاكتئاب ومضادة للقلق والتوتر وكأدوية لعلاج التقلبات المزاجية ولتحسين القدرة على الإدراك وباعتبارها شكلاً من أشكال العلاج المضاد للسلوك العدواني والعلاج المضاد للسلوك الاندفاعي المتهور والعلاج المضاد للسلوك الانتحاري بالإضافة إلى استخدامها كأدوية منومة.
بالإضافة إلى ذلك، فقد بدأ يزداد استخدام مضادات الذهان خارج نطاق النشرة الداخلية في علاج حالات الخرف عند كبار السن، وأيضًا في علاج أشكال الاضطرابات والصعوبات المختلفة عند الأطفال والمراهقين. وقد كشف مسح للأطفال المصابين بمرض اضطراب النمو الشامل غير المحدد عن أن 16.5% منهم كانوا يتناولون أحد الأدوية المضادة للذهان، وذلك في الأغلب من أجل التخفيف من حدة الاضطرابات المزاجية والسلوكية التي يعانون منها، والتي يميزها بشكل واضح حدة الطبع والسلوك العدواني والاهتياج. ومؤخرًا، قامت إدارة الغذاء والدواء (FDA) في الولايات المتحدة الأمريكية بالتصديق على استخدام الريسبريدون لعلاج الاهتياج عند الأطفال والمراهقين المصابين بالتوحد.
وتستخدم مضادات الذهان في بعض الأحيان كجزء من العلاج الإلزامي، إما من خلال تحويل المريض إلى الأقسام الداخلية بالمستشفيات أو تحويل المريض إلى العيادات الخارجية. ومن المحتمل أن ينطوي هذا على أساليب عدة لإقناع المريض بالخضوع للعلاج، أو اللجوء إلى استخدام القوة فعليًا لإجباره على الخضوع للعلاج إذا لزم الأمر. وربما يتم استخدام شكل قابل للحقن من الدواء بدلاً من استخدام الأقراص. وقد يتم الحقن بنوع دواء طويل المفعول، والذي يعرف باسم الحقن المدخري (depot injection)، وفيه يتم الحقن أعلى منطقة الأرداف.
تدخل مضادات الذهان ضمن فئة الأدوية الأكثر مبيعًا والأعلى ربحًا بين جميع فئات الأدوية، حيث بلغ إجمالي قيمة المبيعات العالمية منها 22 مليار دولار في عام 2008. وبحلول عام 2003 في الولايات المتحدة الأمريكية، بلغ عدد المرضى الذين كانوا يستخدمون مضادات الذهان 3.21 مليون مريض، الأمر الذي نتج عنه جني أرباح بلغت قيمتها 2.82 مليار دولار. وكان ما يزيد عن 2/3 من الوصفات العلاجية يرشح مضادات الذهان غير التقليدية الأحدث والأعلى تكلفةً؛ إذ يقدر متوسط تكلفة الدواء الواحد منها بنحو 164 دولار مقارنةً بالأنواع الأقدم، والتي يقدر متوسط تكلفة الدواء الواحد منها بنحو 40 دولارًا. وبحلول عام 2008، وصلت قيمة مبيعات مضادات الذهان في الولايات المتحدة الأمريكية إلى 14.6 مليار دولار، لتصبح بذلك أعلى الأدوية من الفئة العلاجية مبيعًا في الولايات المتحدة الأمريكية. هذا، وقد تضاعف عدد الوصفات العلاجية التي ترشح مضادات الذهان للأطفال والمراهقين ليصل إلى 4.4 مليون وصفة في الفترة ما بين عامي 2003 و2006، ويرجع ذلك بدرجة ما إلى زيادة عدد الحالات المرضية التي يتم تشخيصها بأنها مصابة باضطراب المزاج ثنائي القطب.

## الآثار الجانبية
يرتبط استخدام مضادات الذهان بالعديد من الآثار الجانبية. فمن المعروف أن كثيرًا من المرضى قد أقلعوا عن تناولها (نحو ثلثي عدد المرضى، حتى في تجارب الأدوية الخاضعة للمقارنة مع غيرها) ويرجع ذلك بدرجة ما إلى آثارها العكسية. وتشمل الآثار الجانبية خارج الهرمية خلل التوتر العضلي الحاد والتململ الحركي ومرض الشلل الرعاش (تصلب العضلات والارتعاش) وخلل الحركة المتأخر أو الشيخوخي وتسارع ضربات القلب وهبوط ضغط الدم والعجز الجنسي والخمول ونوبات التشنج والأحلام المزعجة أو الكوابيس وارتفاع نسبة هرمون البرولاكتين. ولا يظهر بعض هذه الآثار الجانبية إلا بعد استخدام الدواء لفترة طويلة.
يتمثل أخطر الآثار العكسية الضارة المرتبطة باستخدام مضادات الذهان على المدى الطويل في خفض متوسط العمر المتوقع. وقد بدا هذا الأمر مثيرًا للجدل إلى حدٍ بعيد فيما يتعلق باستخدام مضادات الذهان لعلاج الخرف عند كبار السن، وهو الأمر الذي زاده سوءً الزعم بأنها تستخدم للسيطرة على المرض وتسكين الألم وليس بالضرورة لعلاجه. كذلك، فقد كشفت مراجعة منهجية في عام 2009 للدراسات التي أجريت حول مرض الشيزوفرينيا عن ارتباط انخفاض متوسط العمر المتوقع للأفراد بتناول مضادات الذهان، كما أشارت إلى الحاجة الماسة لإجراء مزيد من الدراسات في هذا الصدد،  وهي الدعوة التي كانت قد وجهت بالفعل في الوقت الذي عثر فيه على نتائج مماثلة في عام 2006.
في حالة الأفراد «الأصحاء» الذين لا يعانون من مرض الذهان، يمكن أن تسبب جرعات مضادات الذهان ما يعرف باسم «الأعراض السلبية» (مثل المشكلات النفسية والدافعية) المرتبطة بمرض الشيزوفرينيا.
من منظور ذاتي، تؤثر مضادات الذهان بقوة على إدراك الفرد للمشاعر الإيجابية، مما يؤدي إلى التقليل بشدة من مشاعر الرغبة والتحفيز والاستغراق في التفكير المتأمل، هذا بالإضافة إلى الشعور بالرهبة. غير أن تلك المشاعر لا تتزامن مع مشاعر اللا مبالاة وانعدام الحافز التي تنتاب من يعانون من الأعراض السلبية لمرض الشيزوفرينيا. بالإضافة إلى ذلك، من الممكن أيضًا ملاحظة بعض الآثار الضارة لمضادات الذهان على الذاكرة على المدى القصير إذا تم تناول جرعات كبيرة منها، حيث أنها تؤثر على الطريقة التي يقوم من خلالها الفرد بالعد وإجراء العمليات الحسابية (على الرغم من أن ذلك قد يكون من منظور ذاتي بحت أيضًا). وتعتبر هذه جميعها هي الأسباب وراء القول إن مضادات الذهان تؤثر على «القدرة الإبداعية». علاوةً على ذلك، فإنه بالنسبة لبعض الأفراد الذين يعانون من الشيزوفرينيا، قد يسبب الضغط النفسي الزائد حدوث «انتكاسة» لدى المريض.
وفيما يلي تفاصيل بشأن بعض الآثار الجانبية لمضادات الذهان:
- يبدو أن مضادات الذهان، وخاصةً غير التقليدية، تسبب الإصابة بمرض السكري وارتفاع الحموضة الكيتونية السكري المميت، ولا سيما لدى الأمريكان الأفارقة (وفقًا لما ورد في الدراسات الأمريكية).[21][22]
- ربما يسبب استخدام مضادات الذهان التهاب البنكرياس.[23]
- يبدو أن مضادات الذهان غير التقليدية (وعلى وجه الخصوص الأولانزابين) عادةً ما تسبب زيادة الوزن بصورة أكثر شيوعًا من مضادات الذهان التقليدية. وتضم الآثار الجانبية الأيضية الشائعة المرتبطة بزيادة الوزن الإصابة بمرض السكري، الذي يمكن أن يودي بحياة المريض.[24]
- تزيد مضادات الذهان من احتمالية التعرض لأزمة قلبية حادة، مع زيادة خطر الوفاة في حالة أخذ جرعة كبيرة من مضادات الذهان ولفترة طويلة.[25]
- ينطوي الكلوزابين أيضًا على خطر التسبب في ندرة المحببات، أي حدوث انخفاض خطير في عدد كرات الدم البيضاء في الجسم. وبسبب احتمالية حدوث ذلك، ربما يكون المرضى الذين يوصف لهم دواء الكلوزابين بحاجة إلى إجراء فحوصات دم منتظمة وذلك لاكتشاف الحالة مبكرًا في حالة حدوثها فعليًا، كي لا يتم تعريض حياة المريض للخطر.[26]
- يتمثل أحد أكثر هذه الآثار الجانبية خطورةً في خلل الحركة المتأخر، وفيه يقوم المريض بحركات متكررة لا إرادية بلا هدف معين للشفتين أو الوجه أو الساقين أو الجذع عادةً. ويُعتقد أنه يزداد احتمال التعرض لخطر الإصابة بخلل الحركة المتأخر في حالة استخدام مضادات الذهان التقليدية القديمة، مع أن مضادات الذهان الأحدث أصبحت مشهورة أيضًا في وقتنا الحاضر بأنها قد تسبب حدوث هذا الخلل.
- ومن الآثار الجانبية الخطيرة المحتمل أن يسببها استخدام العديد من مضادات الذهان هو خفض عتبة النوبات (المستوى الذي تبدأ عنده النوبة بالظهور) عند الفرد. ويزداد مع استخدام دوائي الكلوربرومازين والكلوزابين، على وجه التحديد، احتمال التعرض لنوبات التشنج بدرجة كبيرة نسبيًا. أما أدوية الفلوفينازين والهالوبيريدول والبيموزيد والريسبيريدون، فيقل معها احتمال التعرض لهذا الخطر نسبيًا. وتجدر الإشارة هنا إلى أنه يجب توخي الحذر مع الأفراد الذين لديهم تاريخ من الحالات المرضية الناشئة عن نوبات تشنج، مثل نوبات الصرع أو تلف الدماغ.
- المتلازمة الخبيثة للأدوية المضادة للذهان، والتي يبدو فيها أن مضادات الذهان تتسبب في حدوث خلل في الأداء الوظيفي لمراكز تنظيم الحرارة في الجسم، مما يستلزم التدخل الطبي العاجل، نظرًا لأن درجة حرارة المريض ترتفع فجأةً لتصل إلى مستويات خطيرة.
- الشعور بعدم الارتياح والقلق (Dysphoria)
- الضعف الجنسي
- خلل التوتر العضلي - وهو اضطراب حركي عصبي والذي تتسبب فيه الانقباضات المستمرة للعضلات في حركات التوائية ومتكررة أو في اتخاذ أوضاع جسمانية غير طبيعية.
- ارتفاع نسبة هرمون البرولاكتين - قد يكبر حجم الثديين ويفرزان لبنًا، وذلك عند كلٍ من الرجال والنساء على حدٍ سواء، نتيجة ارتفاع مستويات البرولاكتين (هرمون اللبن) في الدم عن المستويات الطبيعية. وعادةً ما يثبط الدوبامين إفراز البرولاكتين من الغدة النخامية. وربما تتسبب الأدوية التي تثبط تأثيرات الدوبامين بالغدة النخامية أو تستنفد مخزون الدوبامين في المخ في إفراز الغدة النخامية لهرمون البرولاكتين.
- هناك أدلة تشير إلى أن تناول مضادات الذهان قد يسبب إصابة حيوانات التجارب بواحد من الأمراض المزيلة للميالين.[27]
- وفي أعقاب الجدل المثار بشأن زيادة احتمال الوفاة (الموت) نتيجة استخدام مضادات الذهان لدى الأفراد المصابين بمرض الخرف، تم تضمين تحذيرات من الآثار الجانبية المحتملة بعبوة الدواء.[28]

يعاني بعض الأفراد من القليل من الآثار الجانبية الواضحة نتيجة تناولهم مضادات الذهان، في حين أنه ربما يعاني آخرون من آثار عكسية أشد خطورةً. وقد لا تتم ملاحظة بعض الآثار الجانبية، مثل المشكلات البسيطة المرتبطة بالعمليات المعرفية.
وهناك إمكانية متاحة للحد من خطر الإصابة بمرض خلل الحركة المتأخر باعتباره من الآثار الجانبية لمضادات الذهان، وذلك بالجمع بين مضادات الذهان وبين الدايفينهايدرامين أو البنزاتروبين، غير أن هذا الاقتراح لا يزال في انتظار تصديق من قبل السلطات المعنية. كذلك، يرتبط تلف الجهاز العصبي المركزي بالإصابة بمرض التململ الحركي المتأخر اللاعكوس و/أو عسر الذهن المتأخر.

### أعراض الانسحاب
قد تظهر أعراض الانسحاب الناتجة عن مضادات الذهان أثناء مرحلة تقليل الجرعة وعدم تناولها باستمرار. ويمكن أن تشمل أعراض الانسحاب الشعور بالغثيان والقيء وفقدان الشهية العصبي والإسهال والثر الأنفي (الإفراز المخاطي) والإفراز الغزير للعرق والألم العضلي والإحساس بوخز والقلق والتهيج والتململ والأرق. هذا، وقد تتضمن أعراض الانسحاب النفسية مرض الذهان، فضلاً عن أنه ربما يتم تفسيرها بشكل خاطئ على أنها انتكاس للمرض الأصلي من جديد. وعلى العكس، فقد تكون متلازمة الانسحاب سببًا في انتكاس المرض أيضًا. ومن المحتمل أن يساعد التعامل بشكل أفضل مع متلازمة الانسحاب في تحسين قدرة الأفراد على إيقاف العلاج بمضادات الذهان.
قد ينشأ خلل الحركة المتأخر كعرض انسحاب جسماني، والذي إما أن تضعف حدته تدريجيًا أثناء طور الانسحاب حتى يزول تمامًا، أو أن تزداد حدته ليستمر مع المريض. ويطلق على عرض الذهان المرتبط بطور الانسحاب عند التوقف عن تناول مضادات الذهان اسم «ذهان فرط الحساسية» (supersensitivity psychosis) والذي يعزى إلى زيادة عدد مستقبلات الدوبامين في المخ ودرجة حساسيتها، بسبب تثبيط نشاط مستقبلات الدوبامين بفعل مضادات الذهان،  والتي عادةً ما تسبب أعراضًا أشد خطورةً وحدةً في حالة عدم العلاج بالمهدئات العصبية. وبالمثل، يمكن تقليل فاعلية مضادات الذهان بمرور الوقت، وذلك نتيجة اكتساب هذه القدرة على تحمل الدواء.
بالإضافة إلى ذلك، فربما تحدث أعراض انسحاب أيضًا عندما يتحول مريض من تناول دواء مضاد للذهان إلى آخر، (وهو الأمر الذي من الممكن افتراض أنه يرجع إلى اختلاف فاعلية الأدوية بالإضافة إلى نشاط المستقبلات). ويمكن أن تشمل مثل هذه الأعراض أيضًا الارتداد الكوليني، وهو متلازمة تنشيط، ومتلأزمات الحركة، ومن بينها متلأزمات خلل الحركة. ويزداد احتمال حدوث هذه الآثار الجانبية العكسية خلال فترة التحول السريع بين الأنواع المختلفة من مضادات الذهان، ومن ثم فإن التحول التدريجي من نوع لآخر من مضادات الذهان من شأنه أن يحد من أعراض الانسحاب المذكورة. ويوصي الكتاب الطبي "British National Formulary" بالانسحاب التدريجي عند إيقاف العلاج بمضادات الذهان لتجنب متلازمة الانسحاب الحادة أو الانتكاس السريع للمرض. 

## فاعلية مضادات الذهان
لقد أجري عدد كبير من الدراسات حول فاعلية مضادات الذهان التقليدية، كما أن عدد الدراسات التي يتم إجراؤها حول مضادات الذهان غير التقليدية الأحدث في ازدياد.
ومن جانبهما، يوصي كل من جمعية الطب النفسي الأمريكية والمعهد الوطني البريطاني للصحة والتميز الإكلينيكي باستخدام مضادات الذهان في التعامل مع حالات الذهان الحادة المصاحبة لمرض الشيزوفرينيا أو اضطراب المزاج ثنائي القطب، وكعلاج وقائي أطول في مدته لتقليل احتمالية حدوث مزيد من حالات الذهان. فيشير مسؤولو المؤسستين إلى أنه قد تتباين الاستجابة لنوع معين من أنواع مضادات الذهان من مريض لآخر، وبذلك ربما يصبح إجراء التجارب أمرًا ضروريًا، كما يشيرون إلى أنه يفضل إعطاء جرعات أقل من مضادات الذهان كلما أمكن. ولقد تناولت عدد من الدراسات مستويات «الخضوع إلى» أو «الالتزام بـ» نظم العلاج بمضادات الذهان وكشفت عن أن توقف المرضى عن تناول مضادات الذهان يرتبط بارتفاع معدلات انتكاس المرض، بما في ذلك الاستشفاء (إقامة المريض في المستشفى لتلقي العلاج).
وعلى الرغم من ذلك، فإنه قد ثبت في عام 2009، من خلال مراجعة منهجية وتحليل جمعي لتجارب أجريت على أفراد تم تشخيص حالاتهم على أنهم مصابون بالشيزوفرينيا أن أقل من النصف (وتحديدًا %41) أظهروا استجابة للعلاج بمضاد الذهان الحقيقي، في الوقت الذي أظهرت فيه نسبة %24 منهم استجابةً للعلاج بدواء وهمي، كما تبين أن هناك انخفاضًا في نسبة الاستجابة للعلاج بمرور الوقت، وربما يكون هناك تحيز في نتائج التجارب التي تم نشرها. وبالإضافة إلى ذلك، فقد وجدت إحدى الدراسات التي قامت بها مؤسسة كوكران للتعاون العلمي في عام 2010 لتجارب أجريت على دواء «الريسبيريدون»، واحد من أكثر مضادات الذهان مبيعًا وأول مضاد ذهان من الجيل الجديد يتم طرحه بشكله المقلد غير محدد الملكية، أن هناك منفعة هامشية بسيطة فقط في حالة العلاج بدواء الريسبيريدون الحقيقي مقارنةً بما هو عليه الحال عند العلاج بالدواء الوهمي، كما أوضحت أنه، على الرغم من اتساع نطاق استخدام هذا الدواء، ربما لا تزال الأدلة التي تثبت فاعليته محدودةً وغير معلنة بالقدر الكافي الملائم، بل وقد تكون متحيزةً لصالح هذا الدواء بسبب تمويل الشركة الدوائية المنتجة له للتجارب العلمية. كما وجدت دراسة أخرى قامت بها مؤسسة كوكران للتعاون العلمي في عام 2009 عن مرض اضطراب المزاج ثنائي القطب أن الفاعلية ونسبة المنفعة إلى الضرر كانت أفضل في حالة استخدام دواء الليثيوم التقليدي المستخدم في علاج التقلبات المزاجية مقارنةً بدواء «الأولانزابين» المضاد للذهان وذلك كعلاج وقائي.
من المعتقد أن استعمال عدة أدوية معًا من مضادات الذهان (وصف اثنين أو أكثر من مضادات الذهان في الوقت نفسه للمريض) هو أحد الممارسات الشائعة، غير أنه ليس بالضرورة أن يكون ذلك الأسلوب معتمدًا على أدلة علمية مؤكدة ومثبت صحتها أو موصى به، فضلاً عن أنه كانت هناك مبادرات للحد من الاعتماد على هذا الأسلوب في العلاج. وبالمثل، فإن تناول جرعات عالية بشكل مفرط من مضادات الذهان (عادةً ما يكون ذلك نتيجةً لاستعمال عدة أدوية معًا) لا يزال أسلوبًا متبعًا بالرغم من وجود إرشادات إكلينيكية وأدلة تشير إلى أن هذا الأسلوب في العلاج لا يكون أكثر فاعليةً في المعتاد، وإنما غالبًا ما يكون أكثر ضررًا.
توصلت إحدى الدراسات التي قامت بها وكالة أبحاث الرعاية الصحية والجودة في الولايات المتحدة إلى أن معظم الأدلة العلمية التي تؤكد على أن هناك استخدامات أخرى لمضادات الذهان خارج نطاق النشرة الداخلية (على سبيل المثال، لعلاج الاكتئاب والخرف واضطراب الوسواس القهري (OCD) واضطراب ما بعد الصدمة (PTSD) واضطرابات الشخصية ومتلازمة توريت) قد افتقرت لمستوى الجودة العلمية الكافي لدعم مثل هذا الاستخدام، ولا سيما في ظل وجود أدلة قوية تشير إلى زيادة احتمالات الإصابة بكل من السكتة الدماغية والرعاش وزيادة الوزن بشكل ملحوظ والشعور بالخمول ومشكلات في الهضم. وقد خلصت دراسة بريطانية تتناول الاستخدام غير المصرح به لمضادات الذهان في علاج الأطفال والمراهقين إلى عدد من النتائج والمخاوف المماثلة.
عادةً ما يتم علاج السلوك العدواني لدى البالغين الذين يعانون من إعاقة ذهنية باستخدام الأدوية المضادة للذهان، بغض النظر عن عدم وجود أساس من الأدلة يمكن الارتكاز عليه. ومع ذلك، فقد توصلت تجربة مقارنة عشوائية مؤخرًا إلى أن فائدة استخدام مضادات الذهان لا تتجاوز فائدة الدواء الوهمي، كما أنها أوصت بضرورة ألا يعتبر استخدام مضادات الذهان بهذه الطريقة أسلوب علاج روتينيًا مقبولاً.
في دراسة قامت بها مؤسسة كوكران للتعاون العلمي في عام 2006 على تجارب مقارنة تناولت فيها تأثير استخدام مضادات الذهان بالنسبة لكبار السن الذين يعانون من الخرف، وُجد أن واحدًا أو اثنين من تلك الأدوية المضادة للذهان أظهر فاعلية ضئيلة في التحكم بالسلوك العدواني أو الذهان مقارنةً بفاعلية الدواء الوهمي، غير أن ذلك كان مقترنًا بزيادة الآثار الجانبية العكسية الخطيرة. وقد خلص القائمون على إعداد هذه الدراسة إلى أنه لا يجب استخدام مضادات الذهان بشكل روتيني في علاج مرضى الخرف ممن لديهم سلوك عدواني أو يعانون من الذهان، إلا أنه قد يكون خيارًا ممكنًا في عدد قليل من الحالات التي يعاني فيها المرضى من مشكلة نفسية شديدة أو في حالة وجود احتمالية لأن يتسبب المريض في إلحاق الأذى بالآخرين.
ولقد أثيرت بعض الشكوك بشأن فاعلية مضادات الذهان على المدى الطويل في علاج الشيزوفرينيا، ويتمثل أحد الأسباب وراء ذلك في أن دراستين كبيرتين قامت بهما منظمة الصحة العالمية قد توصلتا إلى أن الأفراد الذين تم تشخيص حالاتهم على أنهم مصابون بمرض الشيزوفرينيا في الدول النامية (التي لا تتوفر فيها مضادات الذهان إلا بنسبة محدودة ولا تستخدم على نطاق واسع) يحققون نتائج أفضل على المدى الطويل مقارنةً بنظرائهم في الدول المتقدمة. غير أن أسباب هذه الفروق ليست واضحةً، وقد تم اقتراح تفسيرات عدة لها.
ويرى البعض أن الأدلة المؤيدة لاستخدام مضادات الذهان والتي أوضحتها الدراسات التي تناولت انتكاس المرض والآثار المترتبة على إيقاف العلاج ربما تكون خاطئةً، نظرًا لأنها لا تضع في الاعتبار أن مضادات الذهان ربما تزيد من حساسية المخ وتسبب الإصابة بالذهان في حالة التوقف عن تناولها، الأمر الذي ربما يتم تفسيره حينئذٍ بشكل خاطئ على أنه انتكاس للحالة المرضية الأصلية. وتشير أدلة من الدراسات المقارنة إلى أن هناك على الأقل بعض الأفراد المصابين بالشيزوفرينيا يتعافون من الذهان دون تناول مضادات الذهان، بل وربما تتحسن حالاتهم على المدى الطويل عن هؤلاء الذين يتناولون تلك المضادات. غير أن هناك آخرين يرون أن الأدلة، في العموم، تشير إلى أن مضادات الذهان لا تكون مفيدةً إلا إذا تم استخدامها بشكل انتقائي وتم التوقف عن تناولها تدريجيًا بأسرع ما يمكن وقد أشاروا إلى ما يعرف باسم «أكذوبة مضادات الذهان».
وقد استعرضت دراسة حول الطرق المستخدمة في تجارب مضادات الذهان، بصرف النظر عن إقرارها أن مستوى الجودة العام «جيد إلى حدٍ ما»، نقاط خلاف بشأن اختيار المشاركين (مع الوضع في الحسبان أنه في التجارب التي أجريت على مرضى الشيزوفرينيا ثبت أن %90 منهم بشكل عام لا تنطبق عليهم معايير الاختيار والاستبعاد كليةً، وأن الأعراض السلبية لم يتم تقييمها على النحو الملائم بعد، بالرغم من أن هناك شركات تقوم بتسويق الأنواع الأحدث من مضادات الذهان من أجل علاج مثل هذه الأعراض)؛ هذا بالإضافة إلى نقاط خلاف متعلقة بتصميم التجارب (بما في ذلك تمويل شركة الأدوية لغالبية هذه التجارب، و«التعمية» التجريبية غير الكافية بحيث أنه كان بإمكان المشاركين في التجارب في بعض الأحيان تحديد ما إذا كانوا خاضعين لعلاج بدواء وهمي أم لا)؛ كذلك من حيث تقييم النتائج (بما في ذلك استخدام أسلوب تقليل الحد الأدنى لمجموع الدرجات المفترض الحصول عليها لإظهار «الاستجابة»، وعدم الاعتماد على أسلوب تقييم نوعية الحياة أو نسبة الشفاء من المرض، وزيادة معدل إيقاف العلاج، واختيار النتائج الإيجابية المرضية لإبرازها في التقارير المنشورة، وعدم الاستفاضة في إيضاح الآثار الجانبية).

### مضادات الذهان التقليدية مقابل مضادات الذهان غير التقليدية
في الوقت الذي تم فيه تسويق مضادات الذهان غير التقليدية (الجيل الثاني) باعتبارها تحقق مستوى فاعلية أعلى في تقليل الأعراض الذهانية، وفي الوقت نفسه تقل معها الآثار الجانبية (وتحديدًا الأعراض خارج الهرمية) مقارنةً بمضادات الذهان التقليدية، فإن النتائج التي تبرز هذه الآثار عادةً ما تفتقر إلى الأدلة القوية المدعمة، فضلاً عن أنه كانت هناك اعتراضات متزايدة على هذا الافتراض حتى مع الزيادة المطردة في عدد الوصفات الطبية المعتمدة على مضادات الذهان غير التقليدية. وقد خلصت واحدة من الدراسات التي أجريت في هذا الصدد إلى عدم وجود فروق، في حين توصلت دراسة أخرى إلى أن مضادات الذهان غير التقليدية كانت «أكثر فاعليةً بدرجة محدودة نسبيًا». وعلى الرغم من ذلك، فإن هذه الاستنتاجات باتت موضع شك من جانب دراسة أخرى، والتي أثبتت أن أدوية الكلوزابين والأميسولبريد والأولانزابين والريسبيريدون كانت أكثر فاعليةً. وقد اتضح من خلال نتائج هذه الدراسة أن الكلوزابين أكثر فاعليةً من مضادات الذهان الأخرى غير التقليدية،  مع أنه كان قد تم حظر استخدامه من قبل بسبب آثاره الجانبية المميتة المحتملة. وفي حين أن التجارب الإكلينيكية المقارنة التي أجريت على مضادات الذهان غير التقليدية أشارت إلى ظهور الأعراض خارج الهرمية عند نسبة تتراوح ما بين %5 إلى %15 من المرضى، فقد توصلت دراسة حول اضطراب المزاج ثنائي القطب في سياق إكلينيكي واقعي إلى أن النسبة هي %63، الأمر الذي يشكك في إمكانية تعميم نتائج هذه التجارب.
في عام 2005، نشر المعهد الوطني للصحة العقلية (NIMH)، وهو هيئة حكومية أمريكية، نتائج دراسة رئيسية مستقلة (غير ممولة من قبل شركات الأدوية) في مواقع متعددة ومعتمدة على نظام التعمية المزدوجة (مشروع برنامج CATIE البحثي). قارنت هذه الدراسة بين تأثير أنواع عدة من مضادات الذهان غير التقليدية وبين تأثير أحد مضادات الذهان التقليدية القديمة، وهو البيرفينازين، على 1493 شخص يعاني من الشيزوفرينيا. وقد توصلت الدراسة إلى أن الأولانزابين قد تفوق على البيرفينازين فقط في معدل التوقف عن استخدامه (معدل توقف المرضى عن تناوله بسبب آثاره الجانبية الضارة). ولاحظ كاتبو هذه الدراسة أن لدواء الأولانزابين تأثير فعال واضح يفوق تأثير مضادات الذهان الأخرى فيما يتعلق بتقليل عدد حالات الاضطراب النفسي والعقلي ومعدل إقامة المرضى في المستشفيات لتلقي العلاج، غير أنه وجد أن استخدام الأولانزابين يتسبب في حدوث آثار جانبية خطيرة نسبيًا متعلقة بعملية الأيض، أبرزها مشكلة زيادة الوزن (بنحو 44 رطلاً على مدار 18 شهرًا)، فضلاً عن زيادة نسبة الجلوكوز والكوليسترول والدهون الثلاثية في الدم. ومن الجدير بالذكر في هذا الصدد أنه لم تحقق أي من مضادات الذهان غير التقليدية الأخرى التي تمت دراستها (الريسبيريدون والكيوتيابين والزيبراسيدون) تأثيرًا أفضل من البيرفينازين التقليدي وفقًا للمقاييس المستخدمة، كما أنه لم تقل معها الآثار الجانبية العكسية عما هي عليه الحال مع استخدام مضاد الذهان التقليدي البيرفينازين (وهي النتيجة التي دعمها تحليل جمعي لنتائج التجارب والدراسات السابقة أجراه د/ليوشت ونشر في مجلة لانسيت العلمية)، على الرغم من أنه قد ازداد عدد المرضى الذين توقفوا عن تناول البيرفينازين بسبب الأعراض خارج الهرمية التي تترتب على استخدامه مقارنةً باستخدام الأدوية غير التقليدية (%8 مقابل %2 إلى %4، P=0.002).
وقد أثمرت المرحلة الثانية من الدراسة التي أجراها برنامج CATIE البحثي عن نتائج مماثلة تقريبًا. وعن هذه المرحلة، فإنها تألفت من عينة عشوائية ثانية من المرضى الذين توقفوا عن تناول العلاج في المرحلة الأولى. ومجددًا، كان الأولانزابين هو الدواء الوحيد الذي برز في مقاييس نتائج هذه المرحلة، بالرغم من أن النتائج لم تصل في بعض الأحيان إلى دلالة إحصائية (مما يعني أنها لم تكن نتائج مؤكدة) ويرجع ذلك بدرجة ما إلى نقص السلطة. علاوة على ذلك، فإنه قد ثبت أن مضادات الذهان غير التقليدية لم تقل معها الآثار الجانبية خارج الهرمية مقارنةً بالبيرفينازين. بعد ذلك، تم الانتقال إلى مرحلة تالية من الدراسة والتي أتاحت للأطباء الإكلينيكيين أن يصفوا للمرضى الكلوزابين، الذي ثبت أنه أكثر فاعليةً في تقليل معدلات التوقف عن العلاج من غيره من الأنواع الأخرى من الأدوية المهدئة للأعصاب. وعلى الرغم من ذلك، فإن احتمالية أن يتسبب الكلوزابين في حدوث آثار جانبية سامة، من بينها نقص المحببات، تحد من إمكانية الاستفادة منه.
وقد كان من المأمول أن تكون درجة التزام المرضى بالعلاج المعتمد على تناول مضادات الذهان أعلى في حالة استخدام مضادات الذهان غير التقليدية، غير أنه كشف تقرير صادر عام 2008 عن أن البيانات قد عجزت عن تأكيد فكرة أن استخدام الأدوية الجديدة المضادة للذهان من شأنه أن يؤدي إلى تحسين مستوى التزام المرضى بأسلوب العلاج المتبع وإلى الوصول لنتائج إيجابية مرضية على المستوى الإكلينيكي.
هذا، وقد دفعت إجمالي تقييمات برنامج CATIE البحثي والدراسات الأخرى العديد من الباحثين إلى الشك في تفضيل الأطباء وصف مضادات الذهان غير التقليدية بدلاً من مضادات الذهان التقليدية، بل وحتى إلى الشك في وجه الاختلاف بين فئتي العلاج. وقد قام المعهد الوطني للتميز الإكلينيكي، الذي يعد مؤسسة حكومية بريطانية، بتعديل توصيته بشأن أفضلية استخدام مضادات الذهان غير التقليدية، ليوصي بأن يكون الاختيار فرديًا بناءً على شكل كل دواء وتفضيلات المريض الشخصية.
وعلى الرغم من ذلك، فإنه ليس بالضرورة أن تكون عملية إعادة تقييم الأدلة قد حالت دون التحيز لوصف مضادات الذهان غير التقليدية.

## مضادات الذهان الشائعة

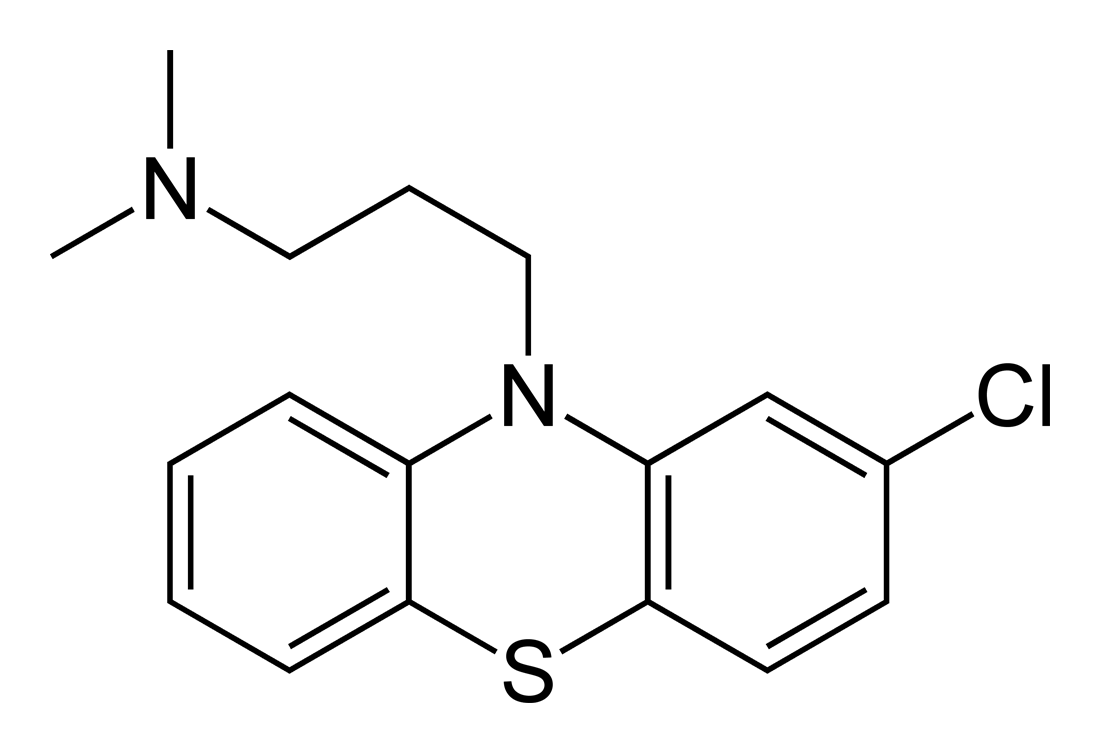
الكلوربرومازين.

الهالوبيريدول.

الكيوتيابين.

فيما يلي عرض لمضادات الذهان الأكثر شيوعًا في الاستخدام وفقًا لفئة الأدوية التي تنتمي إليها. وقد وضعت أسماء العلامات التجارية بين قوسين.

### الجيل الأول من مضادات الذهان

#### البوتيروفينونات
- الهالوبيريدول (هالدول وسيريناس)
- الدروبيريدول (دروليبتان)

#### الفينوثيازينات
- الكلوربرومازين (ثورازين ولارجاكتيل)
- الفلوفينازين (بروليكسين) - المتاح في شكل ديكانوات (طويل المفعول)
- البيرفينازين (تريلافون)
- البروكلوربيرازين (كومبازين)
- الثيوريدازين (ميلاريل وميليريل)
- الترايفلوبيرازين (ستيلازين)
- الميزوريدازين
- البيريكيازين
- البرومازين
- الترايفلوبرومازين (فسبرين)
- الليفوميبرومازين (نوزينان)
- البروميثازين (فينيرجان)
- البيموزيد (أوراب)

#### الثيوكسانثينات
- الكلوربروثيكسين (كلوكسان وتاراكتان وتروكسال)
- الكلوبينثيكسول (سوردينول)
- الفلوبينثيكسول (دبيكسول وفلوناكسول)
- الثيوثيكسين (نافان)
- الزوكلوبينثيكسول (كيسوردينول وكلوبيكسول وأكيوفيز)

### الجيل الثاني من مضادات الذهان
- الكلوزابين (كلوزاريل) - يتطلب تحليل صورة الدم الكاملة كل أسبوع أو كل أسبوعين نظرًا لاحتمال حدوث خطر ندرة المحببات.
- الأولانزابين (زيبركسا) - يستخدم في علاج الاضطرابات الذهانية ومن بينها الشيزوفرينيا وحالات الهوس الحاد والوقاية من اضطراب المزاج ثنائي القطب. ويجب أن يتراوح مقدار الجرعة من هذا الدواء ما بين 2.5 إلى 20 ملليجرام كل يوم.
- الريسبيريدون (ريسبردال) - تعطى منه جرعة يتراوح مقدارها ما بين 0.25 إلى 6 ملليجرام في اليوم الواحد وتتم المعايرة باتجاه صاعد، وينصح بتقسيم الجرعة المعطاة إلى أن تتم عملية المعايرة الأولية، وهو الوقت الذي يمكن فيه إعطاء الدواء للمريض مرةً واحدةً يوميًا. ويستخدم هذا الدواء خارج نطاق النشرة الداخلية لعلاج متلازمة توريت واضطراب القلق.
- الكيوتيابين (سيروكويل) - الذي يستخدم في الأساس في علاج اضطراب المزاج ثنائي القطب والشيزوفرينيا ويستخدم أيضًا «خارج نطاق النشرة الداخلية» لعلاج الأرق المزمن ومتلازمة تململ الساقين؛ حيث أنه مسكن قوي. ويبدأ العلاج بهذا الدواء بإعطاء جرعة مقدارها 25 ملليجرام وتستمر زيادة هذه الجرعة إلى أن تصل إلى 800 ملليجرام كحد أقصى في اليوم الواحد، وذلك وفقًا لمدى حدة العرض أو الأعراض التي يتم علاجها.
- الزيبراسيدون (جيودون) - تم التصديق في عام 2006[بحاجة لمصدر] على استخدامه في علاج اضطراب المزاج ثنائي القطب. وتعطى منه جرعة مقدارها 20 ملليجرام مرتين يوميًا في البداية ثم تزداد تدريجيًا إلى أن تصل إلى 80 ملليجرام مرتين يوميًا. وتتضمن الآثار الجانبية المرتبطة باستخدام هذا الدواء إطالة فترة QT عند رسم مخطط كهربية القلب، مما قد يشكل خطورةً على حياة المرضى الذين يعانون من مرض القلب أو الذين يتناولون أدوية أخرى يترتب عليها إطالة فترة QT.
- الأميسولبرايد (سوليان)- هو مضاد انتقائي للدوبامين. تعمل الجرعات الكبيرة منه (التي يزيد مقدارها عن 400 ملليجرام) على مستقبلات الدوبامين بعد المشبكية، الأمر الذي يؤدي إلى التقليل من الأعراض الإيجابية للشيزوفرينيا، مثل الذهان. وعلى الرغم من ذلك، فإن الجرعات الأقل في مقدارها تعمل على مستقبلات الدوبامين الذاتية، مما يؤدي إلى زيادة نقل الدوبامين، الأمر الذي يترتب عليه بالتبعية تحسن الأعراض السلبية لمرض الشيزوفرينيا. علاوة على ذلك، فقد ثبت أن الجرعات الأقل من الأميسولبرايد لها آثار مضادة للاكتئاب ومهدئة في حالة المرضى غير المصابين بالشيزوفرينيا، مما ترتب عليه استخدامها في علاج الاكتئاب الخفيف (عسر المزاج) وأشكال الرهاب الاجتماعي. تجدر الإشارة هنا إلى أن الأميسولبرايد لم يتم حتى الآن التصديق على استخدامه من قبل إدارة الغذاء والدواء في الولايات المتحدة الأمريكية.
- جاري التطوير في الأسينابين (سافريس) الذي يعتبر مضادًا لمستقبلات 5-HT2A وD2 وذلك لعلاج الشيزوفرينيا والهوس الحاد المرتبط بالإصابة بمرض اضطراب المزاج ثنائي القطب.
- الباليبيريدون (إنفيجا) - هو أحد مشتقات الريسبيريدون والذي تم التصديق عليه في عام 2006.
- الإلوبيريدون (فانابت) - الذي تم التصديق عليه من قبل إدارة الغذاء والدواء في 6 مايو 2009.
- الزوتيبين (نيبوليت ولوسيزوبيلون ولودوبين وسيتوس) - هو أحد مضادات الذهان غير التقليدية والذي يتم وصفه لمن يعانون من الشيزوفرينيا الحادة والمزمنة. وقد تم التصديق عليه في اليابان في عام 1982 تقريبًا وفي ألمانيا في عام 1990.
- السرتيندول (سردولكت وسرلكت في المكسيك). تم تصنيع السرتيندول من قبل شركة الأدوية الدانمركية إتش لوندبيك. وكغيره من مضادات الذهان غير التقليدية الأخرى، من المعتقد أن له تأثير مضاد لمستقبلات الدوبامين والسيروتونين في المخ.

### الجيل الثالث من مضادات الذهان
- الأريبيبرازول (أبيليفاي) - تعطى منه جرعات يتراوح مقدارها ما بين 1 ملليجرام كحد أدنى إلى 30 ملليجرام كحد أقصى. ويعتقد أن آلية عمل هذا الدواء تقلل من احتمالية حدوث الأعراض الأيضية التي تظهر على المرضى في حالة تناول بعض الأنواع الأخرى من مضادات الذهان غير التقليدية.[65] ويعتبر مدى اختلاف هذه الآثار عن تلك التي تحدث في حالة استخدام مضادات الذهان غير التقليدية الأخرى أمرًا مثيرًا للجدل.[66]
- المنشطات الجزئية للدوبامين
- البايفبرونوكس - وهو قيد التطوير الإكلينيكي

### بدائل أخرى
- يعد الكانابيديول واحدًا من مكونات نبات القنب الأساسية التي لها تأثير نفسي. وقد أظهرت دراسة حديثة أن الكانابيديول ربما يكون بنفس درجة فاعلية مضادات الذهان غير التقليدية في علاج الشيزوفرينيا.[67] كذلك دعمت المزيد من الأبحاث هذه النتائج وتوصلت إلى أن الكانابيديول له آثار جانبية أقل من تلك المرتبطة باستخدام الأميسولبرايد.[68][68]
- يعد التيترابينازين مماثلا في وظيفته للأدوية المضادة للذهان، مع أنه، في العموم، لا يعد في حد ذاته مضادًا للذهان. وتتمثل الفائدة الأساسية من استخدامه في علاج اضطرابات فرط الحركة، مثل مرض هنتينجتون (المعروف أيضًا باسم تشنجات هنتيجنتون) ومتلازمة توريت، وليس في علاج حالات مرضية على شاكلة الشيزوفرينيا. علاوة على ذلك، فإنه على عكس غالبية مضادات الذهان التي يحتمل معها حدوث إصابة بمرض خلل الحركة المتأخر، ربما يكون التيترابينازين علاجًا فعالاً لهذه الحالة.
- لقد اعتبر تنشيط مستقبل الجلوتامات 2 التحولي إستراتيجية مبشرة بالأمل في مجال إنتاج مضادات الذهان الحديثة.[69][70][71] فعند اختبار هذه الإستراتيجية على المرضى، أثمرت المادة البحثية LY2140023 عن نتائج مبشرة ولم تظهر سوى عدد محدود من الآثار الجانبية. إذ أن المستقلب النشط لهذا الدواء الأولي يستهدف مستقبلات الجلوتامات mGluR2/3 في المخ وليس مستقبلات الدوبامين.[72]

## تأثير الدواء
تعمل كل الأدوية المضادة للذهان على تثبيط مستقبلات D2 في مسارات الدوبامين في المخ. ويعني هذا أن الدوبامين الذي يتم إفرازه في هذه المسارات يصبح له تأثير أقل. فلقد ارتبط الإفراز الزائد للدوبامين في المسار الميزولمبي بحالات الإصابة بالذهان. وهنا، يساعد تثبيط مستقبلات الدوبامين في هذا المسار في التحكم بمرض الذهان.
ولا تستهدف مضادات الذهان التقليدية المستقبلات الموجودة في هذا المسار على وجه التحديد دون غيره؛ فهي أيضًا تثبط مستقبلات الدوبامين في المسار القشري المتوسطي (الميوزكورتيكال) وفي المسار الأحدوبي القمعي وكذلك في المسار السوداوي المخططي. غير أنه يعتقد أن تثبيط مستقبلات D2 في هذه المسارات الأخرى يسبب بعض الآثار الجانبية غير المرغوب فيها التي يمكن أن تحدثها مضادات الذهان التقليدية (انظر أدناه). ولقد صنفت مضادات الذهان التقليدية بشكل عام من حيث مستوى قوتها الذي يتراوح ما بين منخفض وعالٍ، إذ تعني القوة هنا قدرة الدواء على الارتباط بمستقبلات الدوبامين، ولا تعني فاعلية الدواء نفسه. ويتم إعطاء مضادات الذهان ذات مستوى القوة العالي، مثل الهالوبيريدول، في العموم، بجرعات قليلة لا تتعدى بضعة ملليجرامات، وتقل معها آثار النعاس وتسكين الألم، عما هي عليه الحال في حالة إعطاء المرضى مضادات ذهان ذات مستوى قوة منخفض، مثل الكلوربرومازين والثيوريدازين، والتي يصل مقدار الجرعات المعطاة منها إلى مئات الملليجرامات. وللنوع الأخير من مضادات الذهان تأثير مضاد للكولين ومضاد للهيستامين بدرجة أعلى، والذي ربما يقضي على الآثار الجانبية المرتبطة بالدوبامين.
لمضادات الذهان غير التقليدية تأثير مثبط مماثل على مستقبلات D2. بالإضافة إلى ذلك، فإن بعضًا منها يثبط أيضًا بشكل كلي أو جزئي مستقبلات السيروتونين (وعلى وجه التحديد مستقبلات 5HT2A,c و5HT1A): وذلك بدءًا من دواء الريسبريدون، الذي يعمل بقوة على مستقبلات السيروتونين، وانتهاءً بدواء الأميسولبرايد، الذي ليس له أي تأثير سيروتونيني. وربما يعزى إلى التأثيرات الإضافية لهذه الأدوية على مستقبلات السيروتونين السبب وراء كون بعضها مفيدًا في تحسين «الأعراض السلبية» لمرض الشيزوفرينيا.

## آثار جانبية متعلقة بتركيب الجسم
تشير دراسات عدة في وقتنا الحاضر إلى أن العلاج المستمر المعتمد على استخدام مضادات الذهان يؤثر على تركيب المخ، على سبيل المثال، بزيادة حجم العقد العصبية القاعدية (خاصةً النواة المذنبة) وتقليل حجم المادة الرمادية القشرية في مناطق المخ المختلفة. وربما تختلف الآثار في حالة استخدام مضادات الذهان التقليدية عنها في حالة استخدام مضادات الذهان غير التقليدية، وقد تتفاعل مع أطوار مختلفة من الاضطرابات. ولقد تم الربط بين موت العصبونات في القشرة المخية، لا سيما عند النساء، وبين استخدام كلٍ من مضادات الذهان التقليدية ومضادات الذهان غير التقليدية في حالات الأفراد المصابين بمرض الزهايمر.
وقد توصلت دراسات أجريت مؤخرًا على قرود المكاك إلى أن استخدام دواء الهالوبيريدول أو الأولانزابين لما يقرب من عامين قد أدى إلى حدوث انكماش كلي ملحوظ في نسيج المخ،  في كلٍ من المادة الرمادية والمادة البيضاء عبر مناطق المخ المختلفة التي يقل فيها عدد الخلايا الدبقية،  نتيجة نقص الخلايا النجمية والخلايا قليلة التغصن،  وتزداد فيها كثافة الخلايا العصبونية. وقد تمت الإشارة إلى أن هذه الدراسات تتطلب مزيدًا من الانتباه وأنه لم يتم إجراء اختبارات واضحة على هذه الأدوية من قبل شركات أدوية لتحديد آثارها الجانبية المتوقعة قبل الحصول على موافقة على طرحها في الأسواق.

## الجدل المثار حول مضادات الذهان
لقد كان استخدام هذه الفئة من الأدوية مثار نقد منذ زمن طويل نظرًا لتأثيراتها على صحة المرضى داخل مؤسسات الرعاية الصحية. فانطلاقًا من حقيقة أن استخدام هذه النوعية من الأدوية يمكن أن يجعل المرضى أكثر هدوءًا وأكثر خضوعًا، يزعم موجهو الانتقادات أنه ربما يتم استخدامها بإفراط على نحو يضر بالمريض. ومن الممكن أن يشعر الأطباء الخارجيون أنهم واقعون تحت ضغط من قبل طاقم الرعاية الصحية داخل المستشفيات. وفي تقرير رسمي صادر بموجب تكليف من وزراء الحكومة البريطانية، أُعلن عن أن اتباع أسلوب العلاج المعتمد على استخدام مضادات الذهان بلا داعٍ في علاج الخرف كان واسع الانتشار وارتبط بحدوث 1800 حالة وفاة كل سنة. وفي الولايات المتحدة الأمريكية، قامت الحكومة برفع دعوى قانونية ضد شركة الأدوية جونسون آند جونسون بسبب ادعاءات تفيد أنها قامت بدفع رشاوى لشركة أومني كير مقابل قيامها بترويج مضاد الذهان الريسبيريدون (ريسبردال) الذي تنتجه شركة جونسون آند جونسون في دور المسنين.
وهناك بعض الجدل المثار حول استخدام مضادات الذهان كعلاج وقائي لمرض الشيزوفرينيا. فقد خلصت مراجعة للدراسات التي أجريت حول العلاج الوقائي إلى أن العلاج طويل الأمد بمضادات الذهان تفوق على العلاج بالأدوية الوهمية في الحد من حالات الانتكاس عند الأفراد المصابين بمرض الشيزوفرينيا، مع أن بعض هذه الدراسات لم يكن مفصلاً. كذلك كشفت مراجعة لعدد من الدراسات الطولية (أي التي تستمر لفترة طويلة عبر الزمن) الرئيسية التي أجريت في أمريكا الشمالية عن أن عددًا محدوداً من مرضى الشيزوفرينيا قد تعافى بمرور الوقت من أعراض المرض، الأمر الذي زادت معه احتمالية عدم حاجة بعض المرضى إلى العلاج الوقائي. إلى جانب ذلك، فقد كان هناك جدل مثار حول حقيقة أن كثيرًا من الأبحاث التي أجريت في مجال العلاج الوقائي طويل الأمد بمضادات الذهان ربما يكون معيبًا نظرًا لإغفاله أن يضع في الحسبان تأثير أعراض الانسحاب المرتبطة بتناول مضادات الذهان على معدلات الانتكاس.
بالإضافة إلى ذلك، فقد أثير الجدل بشأن دور شركات الأدوية في تسويق مضادات الذهان والترويج لها، وقد تضمن ذلك ادعاءات بتعمد هذه الشركات التهوين أو التعتيم على درجة خطورة الآثار العكسية لهذه الأدوية أو توسيع نطاق أنواع الحالات المرضية التي يمكن استخدام مثل هذه الأدوية في علاجها أو الترويج بشكل غير قانوني لاستخدامات أخرى لها خارج نطاق النشرة الداخلية أو محاولة التأثير على التجارب التي يتم إجراؤها على الأدوية (أو على التقارير المنشورة بنتائجها) لمحاولة بيان أن مضادات الذهان غير التقليدية الأحدث والأعلى ثمنًا وربحًا قد فاقت في تأثيرها مضادات الذهان التقليدية الأقدم والأرخص ثمنًا والتي كانت خارج براءات الاختراع. على سبيل المثال، في الولايات المتحدة الأمريكية، أدينت شركة الأدوية الأمريكية إيلي ليلي مؤخرًا بخرق القوانين الأمريكية لما يزيد عن عقد فيما يتعلق بدواء زيبركسا (أولانزابين)، وأُلزمت بدفع مبلغ قيمته 1.42 مليار دولار لتسوية الادعاءات الجنائية والمدنية، بما في ذلك دفع أكبر غرامة جنائية يتم فرضها على شركة واحدة في تاريخ الولايات المتحدة؛ كذلك تواجه شركة الأدوية البريطانية أسترازينيكا ما يقرب من 9,000 دعوى قضائية بالإيذاء الشخصي موجهة ضدها من قبل ما يزيد عن 15,000 مستخدم سابق لدواء سيروكويل (كيوتيابين)، من بين التحقيقات الفيدرالية المتعلقة بممارساتها التسويقية. من خلال توسيع نطاق الحالات المرضية التي يتم وصف دوائي سيروكويل الذي تنتجه شركة أسترازينيكا وزيبركسا الذي تنتجه شركة إيلي ليلي لعلاجها، فقد أصبح هذان الدواءان هما الأكثر مبيعًا من بين مضادات الذهان في عام 2008، من خلال تحقيق إجمالي مبيعات عالمية قدرت بقيمة 5.5 مليار دولار لدواء سيروكويل و5.4 مليار دولار لدواء زيبركسا.
لقد قام بعض النقاد أيضًا بتحليل قضية استخدام المؤسسات الواجهة والتابعة لأخرى ومجموعات «التأييد» المتعارضة المؤلفة من المرضى والتي يتم تمويلها من قبل شركات أدوية تسعى إلى وضع برنامج للصحة العقلية، بما في ذلك استخدام القانون لإجبار الأفراد على تناول مضادات الذهان ضد رغبتهم، وهو الأمر الذي غالبًا ما يتم تبريره من خلال ادعاءات بخطورة العنف الذي يتسم به المرضى ووجوب السيطرة عليه.

## وصلات خارجية
- Are atypical antipsychotics advantageous? - the case for من موقع Australian Prescriber عام 2005
- Are atypical antipsychotics advantageous? - the case against,  من موقع Australian Prescriber عام 2005
- Bipolar Meds - The Antipsychotics,  من الموقع الإليكتروني mcmanweb.com
- FDA Public Health Advisory - لجنة الصحة العامة الاستشارية للأدوية المضادة للذهان المستخدمة في علاج الاضطرابات السلوكية لدى المرضى كبار السن، وهي لجنة تابعة لإدارة الغذاء والدواء الأمريكية، وعنوان موقعها الإليكتروني: fda.gov
- FROTA LH. Partial Agonists in the Schizophrenia Armamentarium.  نسخة محفوظة 3 مارس 2016 على موقع واي باك مشين. Tardive Dysphrenia: The newest challenge to the last generation atypical antipsychotics drugs?  نسخة محفوظة 3 مارس 2016 على موقع واي باك مشين. J Bras Psiquiatr 2003; Vol 52 Supl 1;14-24.  نسخة محفوظة 3 مارس 2016 على موقع واي باك مشين. Free full-text in Portuguese with Abstracts in English نسخة محفوظة 3 مارس 2016 على موقع واي باك مشين.، من الموقع الإليكتروني: medicina.ufrj.br
- Antipsychotic Medication - معلومات من المنظمة الخيرية للصحة النفسية (الكلية الملكية لإخصائيي الطب النفسي)
- (بالبرتغالية) FROTA LH. Fifty Years of Antipsychotic Drugs in Psychiatry. نسخة محفوظة 12 أكتوبر 2006 على موقع واي باك مشين. Cinqüenta Anos de Medicamentos Antipsicóticos em Psiquiatria." 1st ed; Ebook: CD-Rom/On-Line Portuguese, ISBN 85-903827-1-0, File.pdf (Adobe Acrobat) 6Mb, Informática, Rio de Janeiro, august 2003, 486pp. نسخة محفوظة 12 أكتوبر 2006 على موقع واي باك مشين.، من الموقع الإليكتروني: medicina.ufrj.br